# Batalla de Ecbatana
La batalla de Ecbatana se libró en el año 129 a. C. en los alrededores de Ecbatana entre los ejércitos del Imperio seléucida, dirigidos por Antíoco VII Evergetes y el de los partos, dirigido por Fraates II. Fraates II (hacia 139/138 a. C. - ca. 128 a. C.) se enfrentó al último intento por parte de los seléucidas de recuperar su poder en el este. Los seléucidas sufrieron una aplastante derrota, y el mismo Antíoco VII pereció en la batalla. Esta batalla marcó el final decisivo para la derrota del reino seléucida por los partos.